# Rossoš (město)
Rossoš (rusky Россошь) je město ve Voroněžské oblasti v Ruské federaci. Při sčítání lidu v roce 2010 mělo přes šedesát tisíc obyvatel.

## Poloha
Rossoš leží na levém břehu Čorné Kalitvy v povodí Donu. Od rusko-ukrajinské hranice, respektive Luhanské oblasti na Ukrajině, je vzdálena jen několik desítek kilometrů severovýchodně. Od Voroněže, správního střediska oblasti, je vzdálena přibližně 210 kilometrů jižně. Nejbližší jiné město je Pavlovsk ležící 46 kilometrů severovýchodně.

## Dějiny
První zmínka o Rossoši je z roku 1721; až do 19. století se jednalo o vesnici. V padesátých letech 19. století už měla 5500 obyvatel. Výrazný rozvoj nastává po roce 1871 po postavení železnice z Voroněže do Rostova na Donu.
Městem je Rossoš od roku 1923.

### Rodáci
- Jurij Eduardovič Dumčev (1958–2016), diskař a herec